# Pavillon de La Réunion
Le pavillon de La Réunion était un pavillon du Jardin tropical de Paris, dans le bois de Vincennes.
Il a été construit pour l’exposition coloniale internationale par la colonie de La Réunion, une île française du sud-ouest de l'océan Indien. Son plan s'inspirait de la villa du domaine du Chaudron, à Saint-Denis de La Réunion.
Il n’en demeure aujourd’hui qu’un petit kiosque auquel le nom de pavillon de La Réunion est désormais attribué.

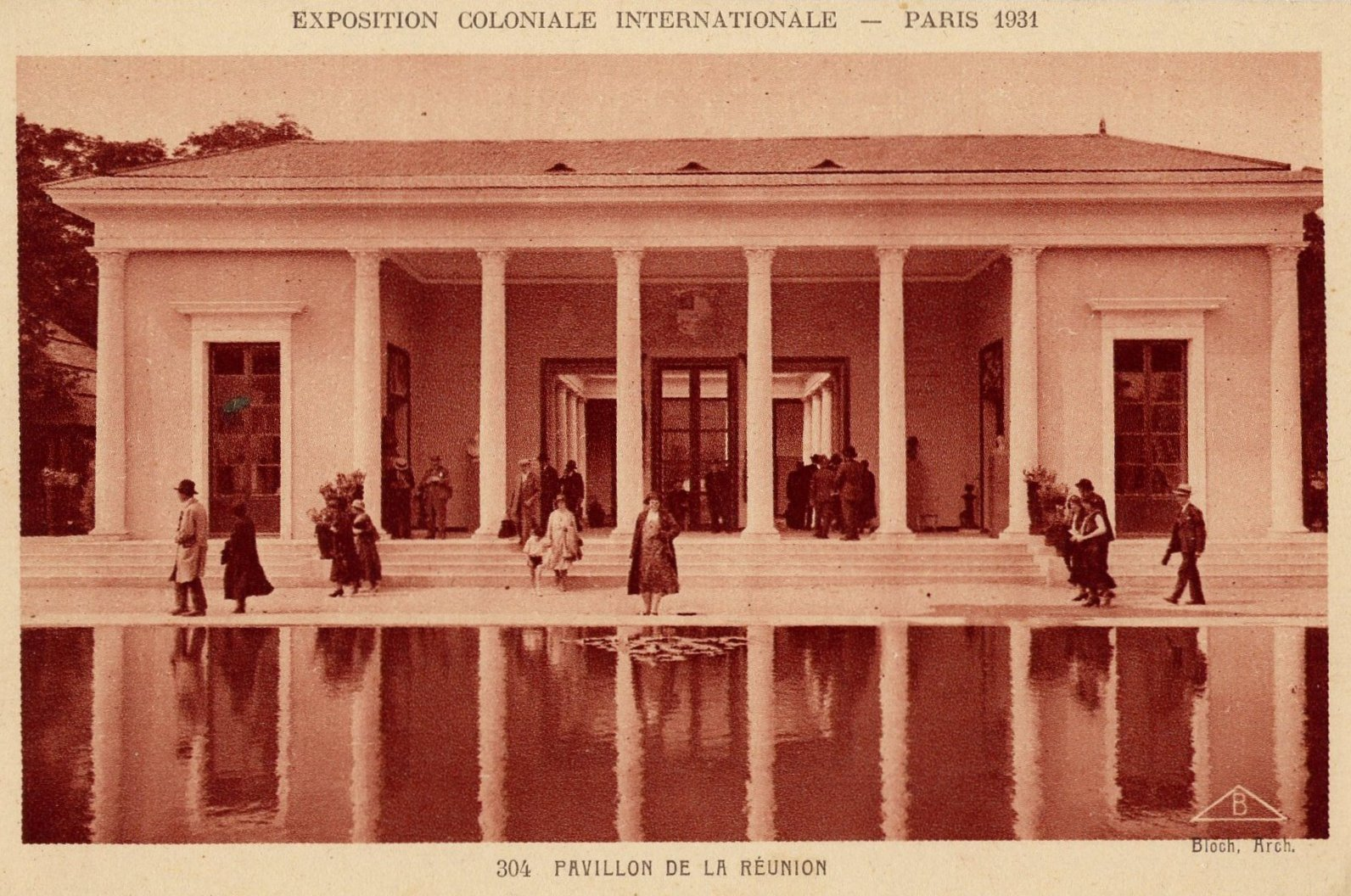
Le pavillon de La Réunion en 1931.
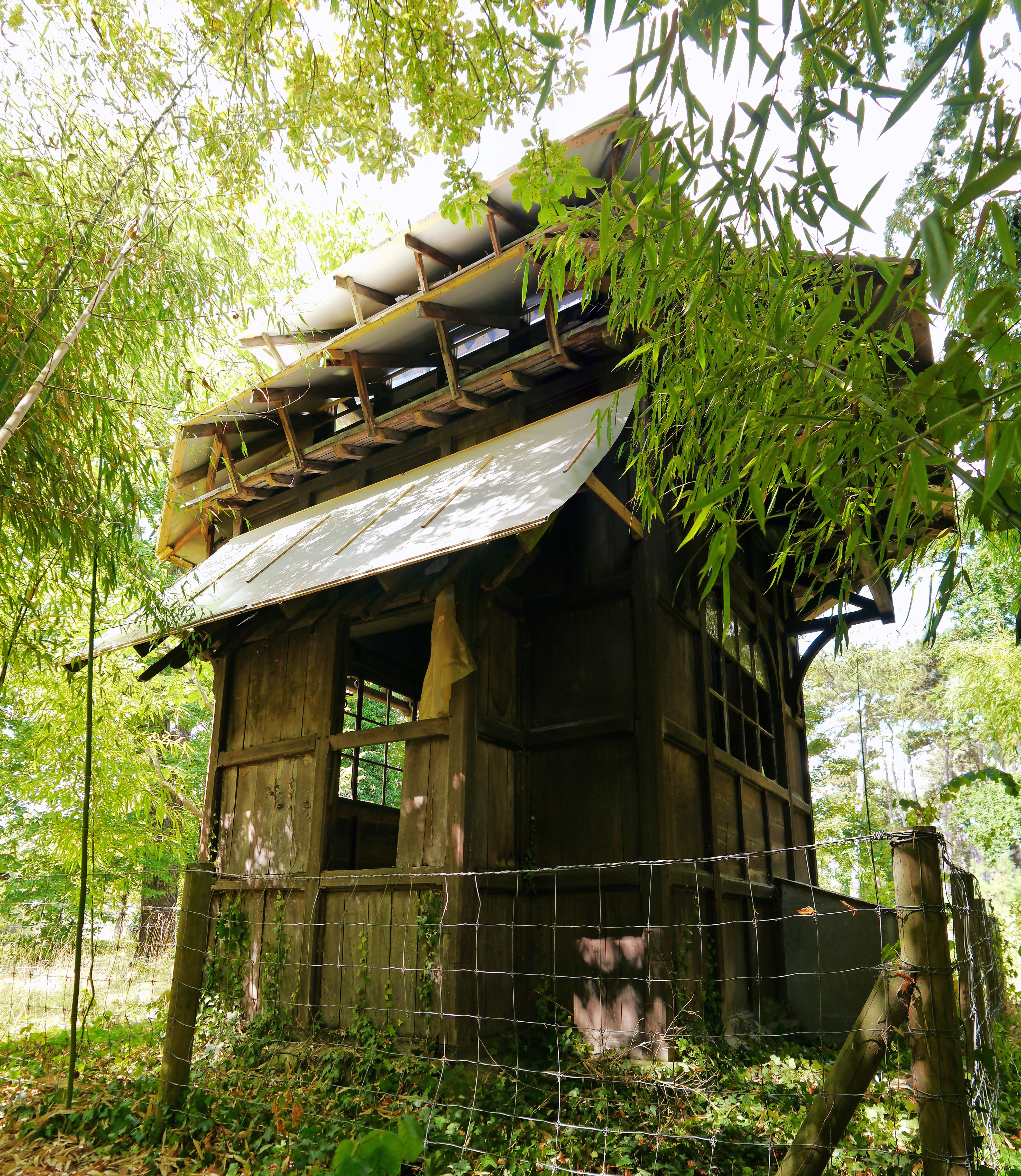
Le kiosque d’aujourd’hui.